# TruJet
ట్రూజెట్
TruJet est une compagnie aérienne régionale indienne basée à l'aéroport international Rajiv Gandhi de Hyderabad. 

## Histoire
Initialement dénommée Turbo Megha Airways Private Limited, Trujet a été créée le 14 mars 2013. La compagnie prévoyait d'exploiter des avions ATR principalement destinés aux pèlerins et aux voyageurs de la classe moyenne indienne vers des destinations comme Tirupati. 
La compagnie aérienne a adopté le nom de marque TruJet en février 2015 et commence ses opérations le 12 juillet avec un vol de son hub de Hyderabad à Tirupati. 

## Flotte

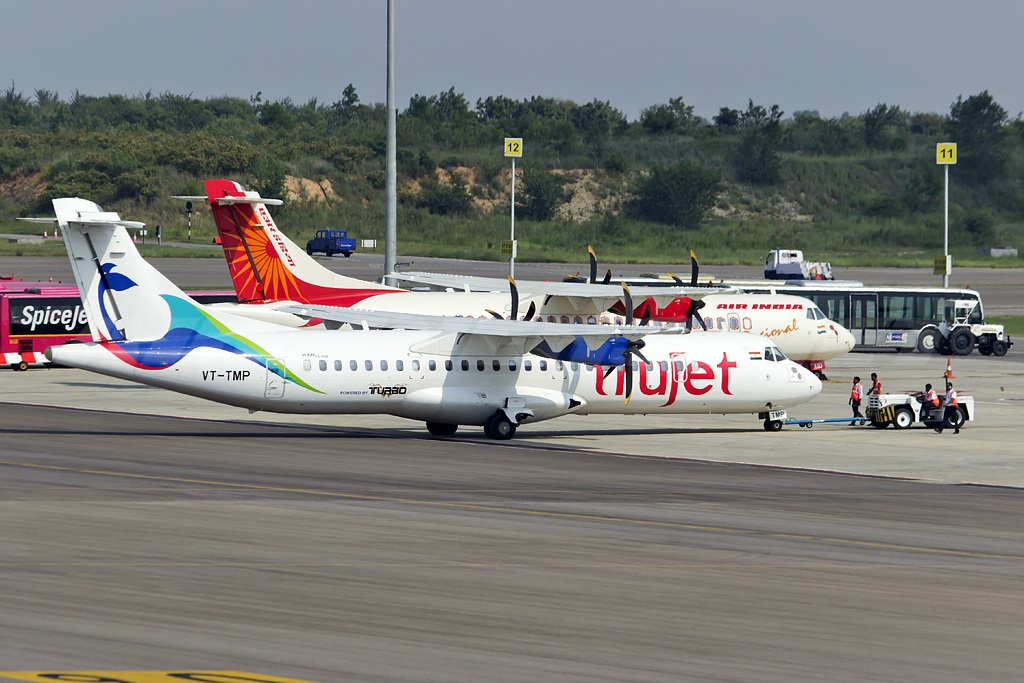
Un TruJet ATR 72-500 à son port d'attache de l'aéroport international Rajiv Gandhi d'Hyderabad

Depuis janvier 2020, TruJet exploite les avions suivants : 